# Ficus jansii
Ficus jansii är en mullbärsväxtart som beskrevs av Raymond Boutique. Ficus jansii ingår i släktet fikonsläktet, och familjen mullbärsväxter. Inga underarter finns listade i Catalogue of Life.